# Helcococcus ovis
Helcococcus ovis è una specie di batterio appartenente alla famiglia delle Peptostreptococcaceae.